# Pergalumna pocsi
Pergalumna pocsi är en kvalsterart som beskrevs av Sandór Mahunka 1984. Pergalumna pocsi ingår i släktet Pergalumna och familjen Galumnidae. Inga underarter finns listade i Catalogue of Life.